# دينا غولدستاين
دينا غولدستاين (بالعبرية: דינה גולדשטיין‏) هي مصورة أخبار ومصورة إسرائيلية، ولدت في 1969 في تل أبيب في إسرائيل.

## وصلات خارجية
- الموقع الرسمي